# Girls und Panzer der Film
Girls und Panzer der Film (ガールズ＆パンツァー 劇場版, Gāruzu ando Pantsā Gekijōban) est un film d'animation japonais réalisé par Tsutomu Mizushima, produit en 2012 par Actas et sorti le 21 novembre 2015 au Japon. Il s'agit d'une suite de la série Girls und Panzer.
Après, le 63e tournoi de sensha-dō, le MECSST (ministère de l'Éducation, de la Culture, des Sports, des Sciences et de la Technologie) décide de déclasser le lycée Ōarai. Les élèves doivent participer à un nouveau match pour convaincre le ministère de revenir sur sa position.

## Synopsis
Le film se déroule peu de temps après les événements de l'anime lors d'un match amical opposant l’équipe de sensha-dō d’Ōarai et de Chihatan face à l'équipe de Sainte-Gloriana et de Pravda. Mais en raison de la nature impulsive de l’équipe de Chihatan, la compétition se termine par une défaite malgré les efforts acharnés d’Ōarai. 
Lorsque les membres de l'équipe de sensha-dō d’Ōarai retourne à leur école, elle ont une mauvaise surprise : malgré leur victoire au  63e tournoi de sensha-dō, Renta Tsuji, du MECSST, a maintenu sa décision de fermer l’école. Les filles sont donc obligées de faire leurs valises et de quitter leur bateau-école dans le port d’Ōarai le lendemain matin. Seul point positif, les chars qui devaient être remis au MECSST ont pu être conservés : Yuzu Koyama, vice-présidente du Conseil des étudiants, a signé un document déclarant que les chars ont été perdus et demandé à l'équipe de sensha-dō de Saunders de les conserver le temps que les élèves d'Ōarai trouvent un nouveau lieu pour les conserver avant d'être transférer dans d'autres lycées. Une fois débarqué de leur navire-école, les élèves sont répartis dans différents bâtiments en fonction de leur club : les élèves pratiquant le sensha-dō étant rassemblés dans une école désaffectée.
Alors que le moral général des étudiants d’Ōarai est au plus bas dû à la perte de leur école, Miho visite un musée consacré à Boko, une peluche qui représente l'esprit de combat du sensha-dō. À la fin de la visite, Miho veut prendre la dernière peluche de la boutique, mais voyant qu'une jeune fille l'a veut également, elle décide de lui la laisser.
Entre temps, Miho qui doit aller voir sa mère pour lui demander de signer le papier qui doit lui permettre d'être transférer dans un nouveau lycée, n'ose pas rentrer chez elle. En effet, sa mère a toujours du mal à accepter la façon dont Miho pratique le sensha-dō, qui est selon elle une insulte au style Nishizumi. Finalement, Maho décide de falsifier la signature de sa mère pour permettre à Miho d'être transférer.
Pendant ce temps, Anzu Kadotani, la présidente d'Ōarai, tente par tous les moyens de faire revenir Renta Tsuji sur sa décision. Elle finit par réunir autour d'elle plusieurs membres de la fédération de sensha-dō tels que Shichiro Kodama, son président, Ami Chouno, l'instrutrice d'Ōarai et Shiho Nishizumi autour d'elle et à faire plier Renta Tsuji : si l'équipe d'Ōarai réussit à battre l'équipe équipe universitaire Selection, l'école pourra rouvrir.
Si cette nouvelle redonne espoir aux élèves d'Ōarai, elles déchantent lorsqu'elles se rendent compte qu'il s'agit d'une équipe professionnelle, qu'elles devront se batrent à 8 contre 30 et le match sera un match d'annihilation (le match ne s'arrête pas lorsque le char-drapeau est battu, mais lorsque tous les chars de l'équipe adverse est battu). De plus l'équipe est dirigée par Alice Shimada, l’héritière et commandant de l’équipe de l’université de Shimada, qui, comme la propre famille de Miho, a une longue tradition de sensha-dō et qui s'avère être la jeune fille rencontrée au musée. Enfin, Alice voulant sauver le musée de Boko proche de la ruine financièrement, demande à sa mère de bien vouloir devenir sponsor du musée si elle gagne le match.
Le jour de la compétition, plusieurs élèves venant de plusieurs autres lycée tels que Kuromorimine, St. Gloriana, Saunders, Pravda, Anzio, Chihatan et Continuation arrivent avec leurs chars pour renforcer l'équipe d'Ōarai : Shichiro Kodama a profité d'une règle du règlement qui permet de transférer des élèves d'un lycée à un autre pour compenser la supériorité numérique de l'équipe Selection.
Avec le début du match, Alice s’avère être une stratège talentueuse, et l’équipe d’Ōarai subit des pertes importantes dans la première phase. De plus, Renta Tsuji a autorisé l’équipe de Selection à utiliser un mortier Karl, mais l’équipe d’Ōarai réussit à le neutraliser.
La phase suivante de la bataille se déplace dans un parc d’attractions désaffecté, où Ōarai parvient progressivement à éclaircir les rangs de l'équipe Selection en tirant parti de l'environnement urbain. Malgré ça, Miho et sa sœur Maho se retrouvent seules pour affronter Alice. Grâce à la coopération entre les deux sœurs, Ōarai finit par gagner le match et peut retourner à son école (à la grande déception de Renta Tsuji). Alice ira jusqu'à donner à Miho qu'elle lui avait laissé au musée en tant que "décoration".
Le film se termine par un montage montrant les élèves transférés retournant dans leurs lycées respectifs.

## Fiche technique
- Réalisation : Tsutomu Mizushima
- Scénario : Fumikane Shimada, Reiko Yoshida

Source : IMDb.com

## Distribution
|                   | Japonais            |
| ----------------- | ------------------- |
| Miho Nishizumi    | Mai Fuchigami       |
| Saori Takebe      | Ai Kayano           |
| Hana Isuzu        | Mami Ozaki          |
| Yukari Akiyama    | Ikumi Nakagami      |
| Mako Reizei       | Yuka Iguchi         |
| Anzu Kadotani     | Misato Fukuen       |
| Momo Kawashima    | Kana Ueda           |
| Riko Matsumoto    | Satomi Moriya       |
| Kiyomi Sugiyama   | Yuka Inoue          |
| Takako Suzuki     | Eri Sendai          |
| Yuzu Koyama       | Mikako Takahashi    |
| Takeko Nogami     | Ayuru Ōhashi        |
| Noriko Isobe      | Mika Kikuchi        |
| Akebi Sasaki      | Sakura Nakamura     |
| Shinobu Kawanishi | Mari Kirimura       |
| Taeko Kondō       | Maya Yoshioka       |
| Azusa Sawa        | Hitomi Takeuchi     |
| Aya Ōno           | Chuna               |
| Saki Maruyama     | Mikako Komatsu      |
| Karina Sakaguchi  | Konomi Tada         |
| Ayumi Yamagou     | Nozomi Nakazato     |
| Yūki Utsugi       | Yuri Yamaoka        |
| Midoriko Sono     | Shiori Izawa        |
| Nozomi Konparu    | Shiori Izawa        |
| Moyoko Gotō       | Shiori Izawa        |
| Mai Nekota        | Ikumi Hayama        |
| Taki Momose       | Masayo Kurata       |
| Aoi Hiyoshi       | Sumire Uesaka       |
| Reira Nakajima    | Nozomi Yamamoto     |
| Keiko Hoshino     | Hisako Kanemoto     |
| Muuton Tsuchiya   | Eri Kitamura        |
| Maria Suzuki      | Mai Ishihara        |
| Murakami          | Yō Taichi           |
| Ami Chōno         | Heriku Shiina       |
| Darjeeling        | Eri Kitamura        |
| Orange Pekoe      | Mai Ishihara        |
| Assam             | Satomi Akesaka      |
| Rosehip           | Natsumi Takamori    |
| Rukuriri          | Masayo Kurata (en)  |
| Kay               | Ayako Kawasumi      |
| Naomi             | Mariya Ise          |
| Alisa             | Aya Hirano          |
| Anzai Chiyomi     | Maya Yoshioka       |
| Hina              | Saori Hayami        |
| Pepperoni         | Yō Taichi           |
| Katyusha          | Hisako Kanemoto     |
| Nonna             | Sumire Uesaka       |
| Klara             | Jenya               |
| Nina              | Saki Ogasawara (ja) |
| Alina             | Kanami Satō         |
| Maho Nishizumi    | Rie Tanaka          |
| Erika Itsumi      | Hitomi Nabatame     |
| Kinuyo Nishi      | Asami Setō          |
| Tamaki Tamada     | Madoka Yonezawa     |
| Shizuko Hosomi    | Ami Nanase (ja)     |
| Haru Fukuda       | Naomi Ōzora (en)    |
| Setsuko Nagura    | Miho Ishigami       |
| Noriyo Hamada     | Yuka Inoue          |
| Tomiko Teramoto   | Ikumi Hayama        |
| Emi Ikeda         | Konomi Tada         |
| Rin Kubota        | Yō Taichi (ja)      |
| Mika              | Mamiko Noto         |
| Aki               | Shino Shimoji       |
| Mikko             | Miho Ishigami       |
| Rumi              | Mai Nakahara        |
| Azumi             | Yuko Iida           |
| Megumi            | Ayumi Fujimura      |
| Arisu Shimada     | Ayana Taketatsu     |
| Shiho Nishizumi   | Yumi Tōma           |
| Remi Takashima    | Chuna               |
| Kanon Sasagawa    | Yuri Yamaoka        |
| Shinzaburou       | Atsushi Imaruoka    |
| Renta Tsuji       | Daisuke Kageura     |
| Yoshiko Akiyama   | Eri Sendai          |
| Boco              | Ayumi Fujimura      |

## Production

### Genèse
Jōyō Shimbun, un journal japonais basé dans la préfecture d’Ibaraki, a rapporté qu’une suite à Girls und Panzer était planifiée en décembre 2012. Un moment démentie, la genèse du film a été confirmée en avril 2013 avec Tsutomu Mizushima comme réalisateur.
Le producteur Kiyoshi Sugiyama a confirmé que le film est une suite de l'anime.

### Pré-production
En mars 2015, Mizushima annoncé que la durée du film était de 120 minutes au lieu des 90 minutes prévues.
En juin 2015, Asami Seto a rejoint le casting du film dans le rôle de Kinuyo Nishi.
Wargaming.net participe au financement du film.

### Musique
ChouCho a été annoncé pour interpréter le thème musical de fin de Girls Und Panzer der Film intitulé « Piece of Youth » en mars 2015, ce qu'elle avait déjà fait pour l'anime original.

### Post-production
Sentai Filmworks a annoncé le casting de doublage anglais pour le film en novembre 2016.

## Diffusion
Le film est distribué en Allemagne par Krause & Schneider Multimedia.

## Accueil

### Promotion
En 2015,l'annonce de la sortie du film Girls und Panzer der Film à lieu pendant le 18e festival de pêche à la ligne d’Ōarai.
Entre mai et juin 2016, une exposition avec des chars radiocommandés est organisée dans la galerie Galpan à Ōarai.

### Box-office
Ce film a été particulièrement populaire par le bouche à oreille en raison de la puissance de la bataille de chars, et les recettes au box-office ont dépassé 19,5 milliard de yens.
Girls und Panzer der Film a rapporté 22 305 934 $ au Japon et 306 745 $ dans les autres territoires, pour un total mondial de 22,6 millions de dollars.

### Réception

#### Critique
Le 9 juillet 2016, il remporte le 47e prix Seiun.

### Produits dérivés

#### Adaptation
Le film est adapté en light novel par Hiroki Uchida (d).
Une adaptation en manga sous deux volume est sortie : le premier volume sort le 23 mai 2016 et le deuxième le 23 mai 2017.
| no | Japonais       | Japonais          |
| no | Date de sortie | ISBN              |
| -- | -------------- | ----------------- |
| 1  | 23 mai 2016    | 978-4-0406-8285-3 |
| 2  | 23 mars 2017   | 978-4-0406-8562-5 |

#### Séquelle
Un OVA titré Alice War! (アリス・ウォー！, Arisu Wō!) est sorti en 2016. C'est une suite des évènements du film.